# Rhinotrichella globulifera
Rhinotrichella globulifera är en svampart som beskrevs av G. Arnaud ex de Hoog 1977. Rhinotrichella globulifera ingår i släktet Rhinotrichella, divisionen sporsäcksvampar och riket svampar.   Inga underarter finns listade i Catalogue of Life.